# Bruno Formigoni
Bruno Leonardo Formigoni (* 18. April 1990 in Sorocaba) ist ein ehemaliger brasilianischer Fußballspieler und aktiver -trainer.

## Karriere
Formigoni begann seine Karriere 2008 beim Erstligisten FC São Paulo. Mit dem Verein wurde er 2008 brasilianischer Meister. 2009 wechselte er auf Leihbasis zum japanischen Zweitligisten Cerezo Osaka. 2009 wurde er mit dem Verein Vizemeister der zweiten Liga und stieg in die erste Liga auf. 2010 kehrte er nach Brasilien zurück und unterschrieb einen Vertrag bei Paulista FC. Von 2012 bis 2013 war er beim Zweitligisten Guaratinguetá Futebol unter Vertrag. Am Ende der Série B 2013 stieg der Verein in die dritte Liga ab. 2014 wechselte er zu Red Bull Brasil. Von 2015 bis 2021 war er außerdem noch bei den Vereinen CA Bragantino, América FC (RN), XV de Piracicaba, CA Linense und EC São Bento unter Vertrag.

## Erfolge
FC São Paulo
- Brasilianischer Meister: 2008
- Staatsmeisterschaft von São Paulo: 2011